# Max-Planck-Forschungsstelle für Neurogenetik
Die Max-Planck-Forschungsstelle für Neurogenetik ist eine Forschungseinrichtung in Frankfurt am Main, die sich mit der Entwicklung, Struktur und Funktion des Gehirns von Säugetieren, beispielsweise der Maus, beschäftigt. Hierbei kommen genetische und molekularbiologische Methoden zum Einsatz. Die Forschungsstelle ist Teil der Max-Planck-Gesellschaft.
Sie gehört zum Forschungscluster Frankfurt, der sich in der Nähe des Campus Riedberg der Goethe-Universität Frankfurt befindet. In diesem Cluster sind auch das Max-Planck-Institut für Biophysik und das Max-Planck-Institut für Hirnforschung angesiedelt. Zudem gibt es in Frankfurt das mit der Max-Planck-Gesellschaft assoziierte private Ernst Strüngmann Institut, das sich auf die Forschung im Bereich der kognitiven Neurowissenschaften spezialisiert hat.

## Entstehungsgeschichte
Die Max-Planck-Forschungsstelle für Neurogenetik hat ihre Wurzeln im Kaiser-Wilhelm-Institut für Biophysik, das 1937 in Frankfurt am Main gegründet wurde. Dieses Institut entstand durch die Umwandlung des Universitätsinstituts für physikalische Grundlagen der Medizin der Universität Frankfurt am Main. Im Jahr 1948 wurde es in Max-Planck-Institut für Biophysik umbenannt.
Die Abteilung Molekulare Neurogenetik wurde 2012 als eigenständige Max-Planck-Forschungsstelle etabliert, und Peter Mombaerts (* 27. September 1962) wurde zu ihrem Leiter ernannt. Mombaerts war zuvor von 2006 bis 2010 wissenschaftliches Mitglied und Direktor der vormaligen Abteilung Molekulare Neurogenetik gewesen und war bis 2012 am Max-Planck-Institut für Hirnforschung tätig, bevor er 2013 seine alte Abteilung als Forschungsstelle übernahm. 
Die Max-Planck-Gesellschaft folgte mit der Verselbständigung dem langjährigen Harnack-Prinzip, das besagt, dass Institute und Forschungsstellen weltweit um renommierte und führende Forscher herum aufgebaut werden. Ein weiteres Beispiel hierfür ist das Max-Planck-Institut für Verhaltensphysiologie, das für die beiden Forscher Erich von Holst und Konrad Lorenz gegründet wurde; nach der Rückkehr von Lorenz nach Österreich wurde für ihn die Konrad Lorenz Forschungsstelle ins Leben gerufen.

## Forschungsschwerpunkte
Die Forschungsstelle unternahm in den letzten Jahren u. a. folgende Forschungsvorhaben:
Forschungen über die Auswirkungen einer COVID-19-Infektion auf das Gehirn:
- Anatomische Barrieren schützen das Gehirn vor SARS-CoV-2[2]
- SARS-CoV-2 infiziert Stützzellen im Riechepithel von COVID-19-Patienten[3]

Neurodegenerative Erkrankungen:
- Parkinson schädigt Geruchssystem[4]